# Ekaterina Sočneva
Ekaterina Aleksandrovna Sočneva (in russo Екатерина Александровна Сочнева?, traslitterazione anglosassone Ekaterina Sochneva; Mosca, 12 agosto 1985) è una calciatrice russa, centrocampista offensiva dello Zenit San Pietroburgo e della nazionale russa.
Durante la sua ventennale carriera ha vinto due titoli nazionali con due diverse società, con lo Zorkij Krasnogorsk al termine della stagione 2012-2013 e con il Rossijanka a quella 2016, arrivando per tre volte alla seconda posizione e due al terzo. Ha inoltre vestito la maglia della nazionale russa Under-19, con la quale ha conquistato il terzo posto al campionato europeo di categoria di Finlandia 2004 e ha partecipato al Mondiale di Thailandia 2004

## Palmares

### Club
- Vysšij Divizion: 2

Zorkij Krasnogorsk: 2012-2013
Rossijanka: 2016

## Onorificenze
- Maestro dello sport della Russia